# Ерби Аго
Ерги Аго (алб. Erbi Ago; Тирана, 8. март 1990) албански је предузетник и глумац.

## Детињство и младост
Рођен је 8. марта 1990. године у Тирани, у тадашњој Народној Социјалистичкој Републици Албанији. Прво је од двоје деце предузетника Петрита Агоа. Мајка му је рођена у Београду и ћерка је албанског амбасадора. Образовање је завршио у свом родном граду.

## Филмографија
| Улоге  |                      |               |       |          |
| Година | Српски назив         | Изворни назив | Улога | Напомена |
| 2009.  | Гласници 2: Страшило |               | Ренди |          |